# Eriocaulon
Eriocaulon és un gènere de prop de 400 espècies de plantes de flors pertanyent a la família Eriocaulaceae. El gènere està àmpliament distribuït, trobant-se la majoria en les regions tropicals del sud d'Àsia i Amèrica. Unes poques espècies es troben en regions temperades: 10 espècies als Estats Units, la majoria en el sud dels estats de Califòrnia a Florida, només dues espècies en Canadà; Xina té 35 espècies, també en el sud. Una sola espècie (E. aquaticum) es troba a Europa, trobant-se en les costa de l'oceà Atlàntic d'Escòcia i Irlanda.
La majoria són plantes herbàcies perennes, encara que algunes són anuals; estan relacionades amb les famílies Cyperaceae i Juncaceae, que com ella, té petites flors polinitzades pel vent.

## Taxonomia
- Eriocaulon acutibracteatum
- Eriocaulon alpestre
- Eriocaulon angustulum
- Eriocaulon aquaticum
- Eriocaulon atrum
- Eriocaulon australe
- Eriocaulon benthamii
- Eriocaulon brownianum
- Eriocaulon buergerianum
- Eriocaulon chinorossicum
- Eriocaulon cinereum
- Eriocaulon compressum
- Eriocaulon decangulare
- Eriocaulon decemflorum
- Eriocaulon echinulatum
- Eriocaulon ermeiense
- Eriocaulon exsertum
- Eriocaulon faberi
- Eriocaulon glabripetalum
- Eriocaulon henryanum
- Eriocaulon kathmanduense
- Eriocaulon koernickianum
- Eriocaulon kunmingense
- Eriocaulon leianthum
- Eriocaulon lineare
- Eriocaulon longifolium
- Eriocaulon luzulifolium
- Eriocaulon mangshanense
- Eriocaulon microcephalum
- Eriocaulon minusculum
- Eriocaulon miquelianum
- Eriocaulon nantoense
- Eriocaulon nepalense
- Eriocaulon nigrobracteatum
- Eriocaulon obclavatum
- Eriocaulon oryzetorum
- Eriocaulon parkeri
- Eriocaulon parvum
- Eriocaulon quinquangulare
- Eriocaulon ravenelii
- Eriocaulon robustius
- Eriocaulon rockianum
- Eriocaulon schochianum
- Eriocaulon sclerophyllum
- Eriocaulon setaceum
- Eriocaulon sexangulare
- Eriocaulon sollyanum
- Eriocaulon staintonii
- Eriocaulon taishanense
- Eriocaulon texense
- Eriocaulon tonkinense
- Eriocaulon trisectoides
- Eriocaulon truncatum
- Eriocaulon viride
- Eriocaulon xeranthemum
- Eriocaulon zollingerianum